# Bruniàcies
Les bruniàcies (Bruniaceae) són una família de plantes angiospermes de l'ordre de les brunials (Bruniales), dins del clade de les campanúlides, un subclade de les astèrides. Inclou unes 80 espècies natives de Sud-àfrica, agrupades en sis gèneres.

## Descripció
Són arbusts o arbrets, les seves fulles són simples i es disposen de manera alternada. Les flors, hermafrodites, són generalment petites i pentàmeres, blanques, rosàcies o groguenques, amb 4 o 5 sèpals i el mateix nombre de pètals. Poden ser solitàries o agrupades en inflorescències. L'androceu és format per 4 o 5 estams, al gineceu els ovaris són generalment ínfers i amb dos carpels, tot i que poden oscil·lar entre un i cinc. La pol·linització és entomòfila. El fruit pot ser una núcula o una càpsula, rarament amb més d'una llavor.

## Taxonomia
Aquesta família va ser anomenada l'any 1818 pel botànic botànic escocès Robert Brown (1773-1858), la primera publicació vàlida fou feta l'any 1825 al segon volum de a l'obra Prodromus systematis naturalis regni vegetabilis, sive, Enumeratio contracta ordinum generum specierumque plantarum huc usque cognitarium, juxta methodi naturalis, normas digesta pel botànic suís Augustin Pyramus de Candolle (1778-1841).

### Gèneres
Dins d'aquesta família es reconeixen els sis gèneres següents:
- Audouinia Brongn. — 5 espècies[9]
- Berzelia Brongn. — 16 espècies[10]
- Brunia L. — 37 espècies[11]
- Linconia L. — 3 espècies[12]
- Staavia Dahl — 11 espècies[13]
- Thamnea Sol. ex Brongn. — 9 espècies[14]

## Història taxonòmica
La primera versió del sistema de classificació APG (1998) reconeixia la família de les bruniàcies però sense assignar-les a cap ordre era dins un grup de famílies sense assignació dins del clade "euasterids II". A la segona versió, APG II (2003), es va mantenir la mateixa situació. El tercer sistema APG, APG III (2009), va reconèixer l'ordre de les brunials, dins del clade de les campanúlides, la nova denominació del clade "euasterids II" on juntament amb les bruniàcies s'hi va incloure la família de les columel·liàcies.. Aquesta situació no va canviar a la quarta versió, APG IV.
A sistemes antics, com ara el Cronquist (1981), les bruniàcies eren dins l'ordre de les rosals. En canvi, al sistema Takhtajan (1997), eren dins de l'ordre de les brunials, on també hi havia les grubiàcies (Grubbiaceae), dins del superordre Ericanae que formava part de la subclasse de les Dileniidae.